# The Love Movement
The Love Movement è il quinto album degli A Tribe Called Quest prodotto durante il loro sodalizio. Costruito sul solco precedentemente segnato da Beats, Rhymes and Life, ha destato critiche eterogenee.

## Tracce
1. Start It Up
2. Find a Way
3. Booty
4. Steppin' It Up (feat. Busta Rhymes e Redman)
5. Like It Like That
6. Common Ground (Get It Goin' On)
7. 4 Moms (feat. Spanky)
8. His Name Is Mutty Ranks
9. Give Me (feat. Noreaga)
10. Pad & Pen
11. Busta's Lament
12. Hot 4 U
13. Against the World
14. Love
15. Rock Rock Y'all (feat. Punchline, Jane Doe, Wordsworth e Mos Def)